# Tartaruga-de-caixa-comum
A tartaruga-de-caixa-comum (Terrapene carolina) é uma espécie de tartaruga-de-caixa [en] com cinco subespécies existentes. Ela é encontrada em todo o leste dos Estados Unidos e no México. A tartaruga-de-caixa-comum tem um casco inferior articulado característico que permite que ela se feche completamente, como uma caixa. Sua mandíbula superior é em forma de gancho. A tartaruga é principalmente terrestre e se alimenta de uma grande variedade de plantas e animais. As fêmeas põem seus ovos no verão. As tartarugas na parte norte de sua área de distribuição hibernam durante o inverno.
O número de tartarugas-de-caixa-comum está diminuindo devido à perda de habitat, atropelamentos e captura para o comércio de animais de estimação. A espécie é classificada como vulnerável a ameaças à sua sobrevivência pela Lista Vermelha da IUCN. Três estados escolheram subespécies da tartaruga-de-caixa-comum como seu réptil oficial do estado:  T. c. carolina na Carolina do Norte e no Tennessee e T. c. triunguis [en] no Missouri.

## Classificação
O Terrapene carolina foi descrito pela primeira vez por Lineu em sua histórica 10ª edição de Systema Naturae, de 1758. Ela é a espécie-tipo do gênero Terrapene e tem mais subespécies do que as outras três espécies desse gênero. A subespécie da tartaruga-de-caixa-oriental foi a reconhecida por Lineu. As outras quatro subespécies foram classificadas pela primeira vez durante o século XIX. Além disso, uma subespécie extinta, T. c. putnami, é distinguida.

#### Subespécies
| Imagem | País             | Espécies                      | Nome científico                  | Descrito por  | Ano  |
| ------ | ---------------- | ----------------------------- | -------------------------------- | ------------- | ---- |
|        | Estados Unidos   | Tartaruga-de-caixa-oriental   | Terrapene carolina carolina      | (Lineu)       | 1758 |
|        | Estados Unidos   | Tartaruga-de-caixa-da-Flórida | Terrapene carolina bauri         | Taylor        | 1895 |
|        | Estados Unidos   | Tartaruga-de-caixa-do-Golfo   | Terrapene carolina major [en]    | (Agassiz)     | 1857 |
|        | México           | Tartaruga-de-caixa-mexicana   | Terrapene carolina mexicana [en] | (Gray)        | 1849 |
|        | México           | Tartaruga-de-caixa-de-Yucatán | Terrapene carolina yucatana [en] | (Boulenger)   | 1895 |
|        | América do Norte | (sem nome comum)              | †Terrapene carolina putnami      | O.P. Hay [en] | 1906 |

Os parênteses em torno do nome de uma autoridade indicam que ele descreveu originalmente a subespécie em um gênero diferente de Terrapene.

## Descrição

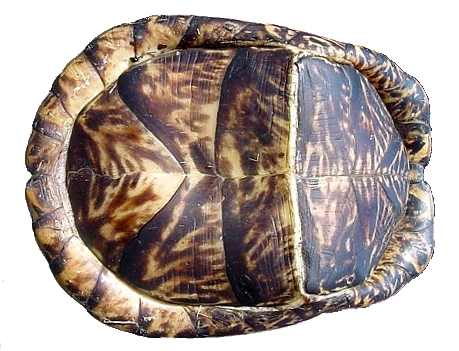
As dobradiças da parte inferior do casco da tartaruga-de-caixa-comum.

A tartaruga-de-caixa-comum (Terrapene carolina) recebe seu nome comum devido à estrutura de seu casco, que consiste em uma carapaça alta e abobadada (parte superior do casco) e um plastrão grande e articulado (parte inferior do casco) que permite que a tartaruga feche o casco, selando sua cabeça e membros vulneráveis em segurança dentro de uma caixa inexpugnável. A carapaça é marrom, muitas vezes adornada com um padrão variável de linhas, manchas, barras ou borrões laranja ou amarelos. O plastrão é marrom escuro e pode ser uniformemente colorido ou apresentar manchas ou borrões mais escuros.
A tartaruga-de-caixa-comum tem uma cabeça de tamanho pequeno a moderado e uma mandíbula superior em forma de gancho característica. A maioria dos machos adultos da tartaruga de caixa comum tem íris vermelha, enquanto a das fêmeas é marrom-amarelada. Os machos também diferem das fêmeas por possuírem garras mais curtas, mais atarracadas e mais curvas nas patas traseiras e caudas mais longas e mais grossas.
Há cinco subespécies vivas da tartaruga-de-caixa-comum, cada uma diferindo ligeiramente na aparência, ou seja, na cor e no padrão da carapaça e na posse de três ou quatro dedos em cada pata traseira.

## Distribuição
A tartaruga-de-caixa-comum habita bosques abertos, prados pantanosos, planícies de inundação, florestas de arbustos e pradarias arbustivas em grande parte do leste dos Estados Unidos, do Maine e Michigan ao leste do Texas e sul da Flórida. Ela já foi encontrada no Canadá, no sul de Ontário, e ainda é encontrada no México, ao longo da Costa do Golfo e na Península de Yucatán. A distribuição da espécie não é contínua, pois as duas subespécies mexicanas, T. c. mexicana (tartaruga-de-caixa-mexicana) e T. c. yucatana (tartaruga-de-caixa-de-Yucatán), são separadas das subespécies dos EUA por uma lacuna no oeste do Texas. Três das subespécies dos EUA, T. c. carolina (tartaruga-de-caixa-oriental), T. c. major (tartaruga-de-caixa-do-Golfo) e T. c. bauri (tartaruga-de-caixa-da-Flórida), ocorrem aproximadamente nas áreas indicadas por seus nomes. A espécie foi extirpada de Ontário e do Canadá como um todo.
| Tartaruga-de-caixa-oriental Terrapene carolina carolina | Tartaruga-de-caixa-da-Flórida T. c. bauri    | Tartaruga-de-caixa-do-Golfo T. c. major |
| ------------------------------------------------------- | -------------------------------------------- | --------------------------------------- |
|                                                         |                                              |                                         |
| Tartaruga-de-caixa-mexicana T. c. mexicana              | Tartaruga-de-caixa-de-Yucatán T. c. yucatana |                                         |
|                                                         |                                              |                                         |

## Comportamento

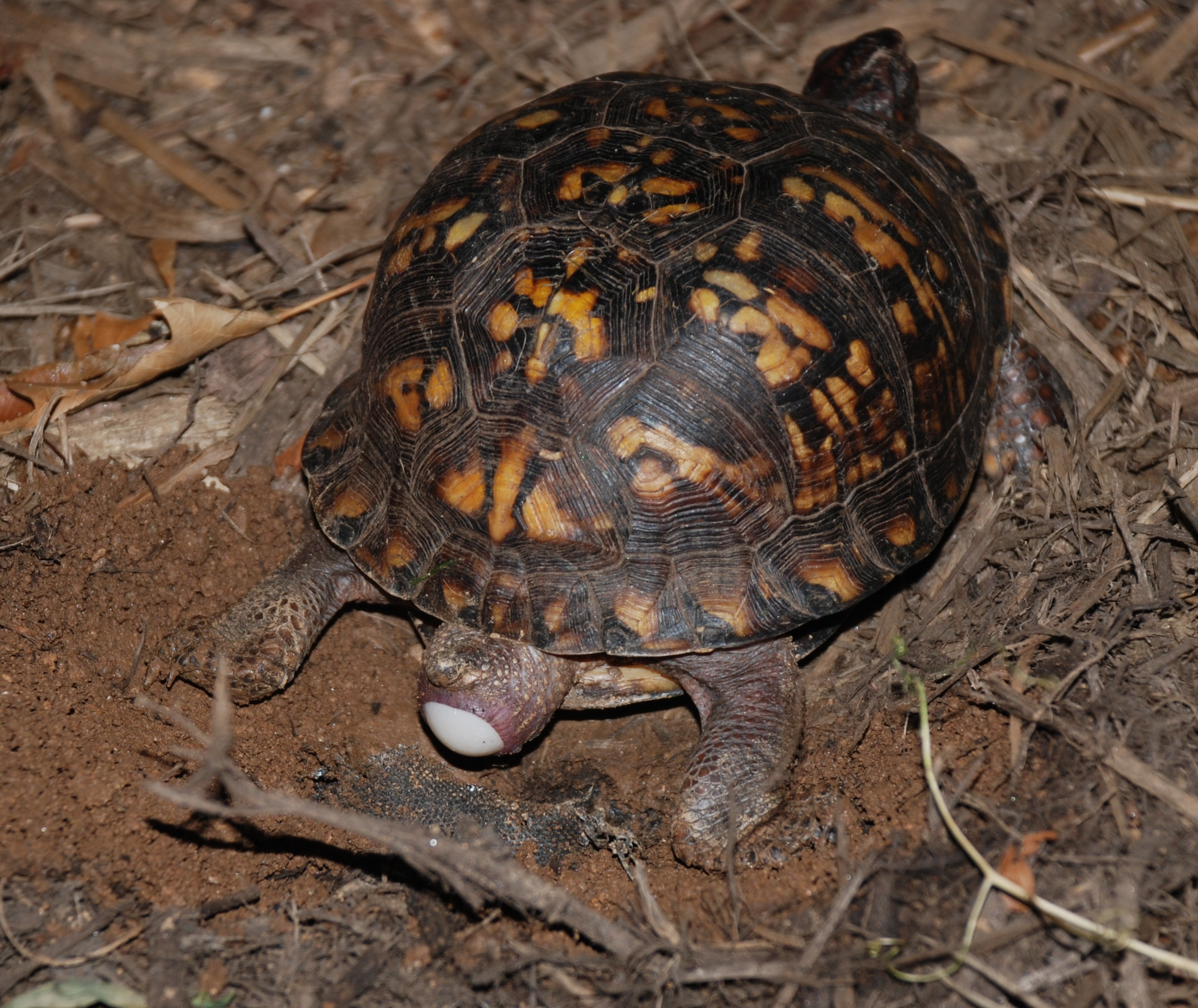
Postura de ovos.

As tartarugas-de-caixa-comum são répteis predominantemente terrestres que costumam ser vistos no início do dia ou após a chuva, quando saem do abrigo de folhas apodrecidas, troncos ou tocas de mamíferos para procurar alimentos. Essas tartarugas têm uma dieta incrivelmente variada de matéria animal e vegetal, incluindo minhocas, caracóis, lesmas, insetos, frutos silvestres, raízes, flores, fungos, peixes, sapos, salamandras, cobras, aves, ovos e, às vezes, até carniça animal (na forma de patos mortos, anfíbios, pequenos mamíferos variados e até mesmo uma vaca morta).
Nos meses mais quentes do verão, é mais provável que as tartarugas-de-caixa-comum sejam vistas perto das bordas de pântanos ou brejos, possivelmente em um esforço para se manterem frescas. Se as tartarugas ficarem muito quentes (quando a temperatura do corpo sobe para cerca de 32 °C), elas espalham saliva nas pernas e na cabeça; quando a saliva evapora, elas ficam confortavelmente mais frescas. Da mesma forma, a tartaruga pode urinar em seus membros posteriores para resfriar as partes do corpo que não consegue cobrir com saliva.
A corte da tartaruga-de-caixa-comum, que geralmente ocorre na primavera, começa com uma fase de “circular, morder e empurrar”. Esses atos são realizados pelo macho sobre a fêmea. Após alguns empurrões e mordidas na carapaça, o macho agarra a parte de trás da carapaça da fêmea com as patas traseiras para permitir que ele se incline para trás, um pouco além da vertical, e acasale com a fêmea. Notavelmente, as tartarugas-de-caixa-comum fêmeas podem armazenar esperma por até quatro anos após o acasalamento, e, portanto, não precisam acasalar todos os anos.
Em maio, junho ou julho, as fêmeas normalmente põem uma ninhada de 1 a 11 ovos em um ninho em forma de frasco escavado em um pedaço de solo arenoso ou argiloso. Após 70 a 80 dias de incubação, os ovos eclodem e os pequenos filhotes saem do ninho no final do verão. Na parte norte de sua área de distribuição, a tartaruga-de-caixa-comum pode entrar em hibernação em outubro ou novembro. Elas se enterram em solo solto, areia, matéria vegetal ou lama no fundo de riachos, ou podem usar uma toca de mamífero e permanecer no abrigo escolhido até que o inverno frio passe. A tartaruga-de-caixa-comum é conhecida por ter a maior expectativa de vida de qualquer vertebrado fora das tartarugas da família Testudinidae. Um espécime viveu até pelo menos 138 anos de idade.

## Interação com os seres humanos

### Conservação
Embora a tartaruga-de-caixa-comum tenha uma ampla distribuição e já tenha sido considerada comum, muitas populações estão em declínio como resultado de diversas ameaças. O desenvolvimento agrícola e urbano está destruindo o habitat, enquanto o manejo humano do fogo o está degradando. O desenvolvimento traz consigo uma ameaça adicional na forma de maior infraestrutura, já que as tartarugas-de-caixa-comum são frequentemente mortas em estradas e rodovias. A coleta para o comércio internacional de animais de estimação também pode afetar as populações em algumas áreas. As características do histórico de vida da tartaruga-de-caixa-comum (teoria da seleção r/K) a tornam particularmente vulnerável a essas ameaças. A tartaruga-de-caixa-comum é, portanto, classificada como uma espécie vulnerável na Lista Vermelha da IUCN. A tartaruga-de-caixa-comum também está listada no Apêndice II da Convenção sobre o Comércio Internacional das Espécies Silvestres Ameaçadas de Extinção (CITES), o que significa que o comércio internacional dessa espécie deve ser cuidadosamente monitorado para garantir que seja compatível com a sobrevivência da espécie. Além disso, muitos estados dos EUA agora regulamentam ou proíbem a captura dessa espécie. A NatureServe a considera segura.
Essa espécie também ocorre em várias áreas protegidas, algumas das quais são grandes o suficiente para proteger as populações da ameaça do desenvolvimento, e também pode ocorrer na Reserva da Biosfera Sierra del Abra Tanchipa, no México. As recomendações de conservação para a tartaruga-de-caixa-comum incluem o estabelecimento de práticas de gestão durante os desenvolvimentos urbanos que sejam favoráveis a essa espécie, bem como mais pesquisas sobre sua história de vida e o monitoramento das populações.

### Répteis do estado
“A tartaruga observa sem ser perturbada enquanto inúmeras gerações de 'lebres' mais rápidas correm para o esquecimento rápido e, portanto, é um modelo de paciência para a humanidade e um símbolo da busca incessante do nosso Estado por objetivos grandes e elevados.”

Secretaria de Estado da Carolina do Norte
As tartarugas-de-caixa-comum são répteis oficiais de três estados dos EUA. A Carolina do Norte e o Tennessee homenageiam a tartaruga-de-caixa-oriental, o Kansas adotou a tartaruga-de-caixa-ornada em 1986.
Na Pensilvânia, a tartaruga-de-caixa-oriental passou por uma das casas da legislatura, mas não conseguiu obter a nomeação final em 2009. Na Virgínia, os projetos de lei para homenagear a tartaruga-de-caixa-oriental fracassaram em 1999 e depois em 2009. Embora tenha sido um dos patrocinadores do projeto de lei original fracassado de 1998, em 2009, o Delegado Frank Hargrove [en], de Hanover, perguntou por que a Virgínia criaria um emblema oficial de um animal que se refugia em sua carapaça quando assustado e morre aos milhares rastejando pelas estradas. No entanto, o principal problema na Virgínia era que a criatura estava muito ligada ao estado vizinho da Carolina do Norte.